# Maroua
Maroua – miasto w Kamerunie, stolica Regionu Dalekiej Północy i departamentu Diamaré. Leży nad rzekami Ferngo i Kaliao. Liczy około 437 tys. mieszkańców.
Ośrodek przemysłu bawełnianego. Siedziba akademii rolniczej i muzeum etnograficznego. 
Przez miasto przebiega droga krajowa nr 12. W mieście znajduje się lokalne lotnisko. 
Na północ od miasta leży park narodowy Waza.